# Czermin (województwo świętokrzyskie)
Czermin – wieś w Polsce położona w województwie świętokrzyskim, w powiecie sandomierskim, w gminie Dwikozy.
W latach 1975–1998 miejscowość administracyjnie należała do województwa tarnobrzeskiego.

## Zarys historii wsi od średniowiecza do XIX wieku[6]

### Wiek XIII
Dnia 2 marca 1257 Bolesław Wstydliwy - ostatni Piast, książę krakowski i sandomierski, darował będąc w mieście królewskim Korczynie - Czermin alias Czermin Panieński (w dokumentach średniowiecznych pisany także jako: Cirnino, Chirnino, Cirmino, Czirznyn) siostrom z zakonu franciszkańskiego w Zawichoście (klaryskom- klasztor zbudowany został w roku 1255).
Darowanym wówczas miejscowościom (Czermin był jedną z nich) nadał prawo magdeburskie.
Według tego przywileju mieszkańcy Czermina i wsi należących do klasztoru zawichoskiego nie mieli odtąd wykonywać powinności zwanej przewod, to jest nie dawać przewodnika w czasie przejazdu księcia; również została zniesiona straż czyli dawanie zboża na utrzymanie strażników zamkowych, zniesiony stan czyli stacja to jest żywienie dworu przejeżdżających książąt, zniesione targowe czyli opłata od bydła na targ sprowadzanego, zniesione podwody i obowiązki dostarczania wszelkich zwierząt na stół książęcy; uwolnione zostały włości klasztorne od służby wojskowej, od pogoni czyli ścigania nieprzyjaciela, od pomocy przy polowaniu, od budowy i naprawy zamków; mieszkańcy tych wsi we wszystkim nie wyjmując i spraw sądowych byli zależni nie od wojewodów, kasztelanów i sędziów, ale od swoich panów (ksieni klasztoru).
Przywilej powyższy zatwierdził król Zygmunt I w Krakowie 1510 r. i król Stefan Batory w Lublinie 12 października 1583 r.
Jako świadkowie figurują na przywileju z 1257 r,: Janusz prepozyt gnieźnieński i kanclerz Kazimierza, księcia łęczyckiego i kujawskiego, Fulko kanclerz krakowski i sandomierski, wojewodowie: krakowski Mikołaj, Zbigniew sandomierski i Abraham mazowiecki, kasztelani: Jan z Czechowa i Dionizy i stolnik Warsz. (Oryginał pergaminowy przechowany w klasztorze św. Andrzeja w Krakowie, opatrzony był niegdyś jedną pieczęcią na ponsowym jedwabnym sznurku zawieszoną. )
2 marca 1262 r. Bolesław Wstydliwy przenosząc klasztor franciszkanek z Zawichosta do Skały przywilejem w Korczynie potwierdza darowiznę ziemskich klasztornych posiadłości, między którymi figuruje wieś Czermin. Jako świadkowie wymienieni są wówczas: Prandota biskup krakowski, Fulko kanclerz krakowski, kasztelani: krakowski Adam i sandomierski Boguchwał, wojewodowie: sandomierski Sieciech i krakowski Mikołaj.
Drugi ten przywilej zatwierdził król Władysław Jagiełło we wtorek po niedzieli Palmowej 1431 r. na prośby Wichny, ksieni klasztoru św. Andrzeja w Krakowie. A w 1456 r. we wtorek po niedzieli "Laetare" król Kazimierz IV Jagiellończyk.

### Wiek XIV
W 1351 roku. Wilczko kasztelan sandomierski ustępując klasztorowi św. Andrzeja w Krakowie wójtostwo w Skale, zaświadcza, że wydzierżawił od zakonnic franciszkanek wsie Sobótkę i Czermin za 64 grzywny.
8 października 1382 r. Helena księżniczka śląska, ksieni franciszkanek klasztoru św. Andrzeja w Krakowie razem z siostrami Klemensą, Katarzyną z Branic i Elżbietą puszczając w dzierżawę niektóre wsie Maciejowi, kanonikowi krakowskiemu oświadczyły, że wieś Czermin od dawna jest w dzierżawie u Sieciecha, dziedzica Przezwód za 120 grzywien.

### Wiek XV
Około 1440 r. w Czerminie było 6 łanów kmiecych, z każdego dawano dziesięcinę snopową archidiakonowi zawichoskiemu i płacono zakonnicom franciszkankom jeden ferton, 20 jaj, 2 kapłony i 2 sery. Kmiecie obrabiali pola klasztorne i zboże odwozili do gumna klasztornego. Z pól klasztornych nikomu zakonnice nie dawały dziesięcin, Były dwie karczmy bez pól i ogrody, z których nie dawano owsa i jęczmienia.

### Wiek XVI
W roku 1508, kiedy ksienią klasztoru św. Andrzeja w Krakowie była Petronela, niektóre wsie klasztorne dzierżawił sołtys Stanisław, płacąc podatku 2 grzywny i 12 groszy 1.
 W 1578 r. było w Czerminie 4 łany, 4 osadników, 3 biednych.

### Wiek XVII
Około 1615 r. mieszkała w Czerminie rodzina Grudniów, która na tle różnych nieporozumień z klasztorem franciszkanek św. Andrzeia w Krakowie, często występuje w aktach konsystorza sandomierskiego. Czermin, jako wieś klasztorna, obowiązana była dawać rocznie do zamku sandomierskiego z każdego łanu żyta 4 i owsa 8 korcy "miary wirzchowatej sendomirskiej"
Około 1665 r. dzierżawił od zakonnic wieś Czermin Łukasz Czermiński, herbu Wieniawa, ożeniony z Teofilą z Ruszczy Branicką, podkomorzanką krakowską, herbu Gryf.

### Wiek XIX
Według tabeli prestacyjnej z 1846 r.inaczej - w Czerminie mieszkało dwóch półpołowników, ośmiu zagrodników i pięciu chałupników. Półpołownicy odrabiali dworowi tygodniowo po jednym dniu sprzężajem latem i zimą,zagrodnicy po dwa lub trzy tygodniowo ręcznie, chałupnicy po jednym dniu zimą i latem ręcznie. Oprócz stałej tygodniowej pańszczyzny, w pewnej porze roku i przy pewnych robotach półpołownicy odrabiali latem 2, zagrodnicy 3, a chałupnicy 2 dni, co nazywano wtedy powabami; obowiązani byli do daniny w kapłonach i jajach, do przędzy i robienia mat z materiałów dworskich. Tegoż roku wskutek rozporządzenia gubernatora radomskiego Białoskórskiego została zniesiona :
1) stróża dzienna,
2) cała uprawa konopi,
3) mycie i strzyżenie owiec,
4) najem przymusowy.
W tymże czasie mieszkańcy Czermina dawali do katedry w Sandomierzu dziesięcinę w życie w ilości 8 korcy i 16 garncy.
Dobra Czermin Panieński zostały rozparcelowane - podzieliły los wszystkich dóbr duchownych pod zaborem rosyjskim zabranych na Skarb Państwa.